# Rio Negro (Mato Grosso do Sul)
Rio Negro é um município brasileiro da região Centro-Oeste, situado no estado de Mato Grosso do Sul.

## Geografia

### Localização
O município de  está situado no sul da região Centro-Oeste do Brasil, no Centro Norte de Mato Grosso do Sul (Microrregião de Campo Grande). Localiza-se na latitude 19º26'58" sul e a uma longitude 54º59'13" oeste. Distâncias:
- 144 km da capital estadual (Campo Grande)
- 1 044 km da capital federal (Brasília).

### Geografia física
Solo
Na região centro-norte do município predomina o Latossolo Vermelho-Amarelo, de textura agilosa e média, tem-se porções significativas ocupadas com Neossolos, sendo que quanto a fertilidade natural, domina, em todo o município, o caráter álico. E ainda pequenas áreas de Luvissolos.
Relevo e altitude
Está a uma altitude de 279 m. O município se localiza em duas Regiões: 
- Região Planalto da Borda Ocidental da Bacia do Paraná, com as unidades geomorfológicas: Primeiro Patamar da Borda Ocidental, Depressão InterPatamares e Segundo Patamar da Borda Ocidental
- Região dos Chapadões Residuais da Bacia do Paraná com a unidade: Chapadão de São Gabriel.

Apresenta relevo plano geralmente elaborado por várias fases de retomada erosiva e com relevos elaborados pela ação fluvial.
Clima, temperatura e pluviosidade
Está sob influência do clima tropical (AW), com características do clima úmido a sub-úmido. Apresenta índice efetivo de umidade com valores anuais variando de 20 a 40%. A precipitação pluviométrica anual varia entre 1.500 a 1.750mm, excedente hídrico anual de 800 a 1.200mm durante um a seis meses e deficiência hídrica de 350mm durante quatro meses. 
Hidrografia
Está sob influência da Bacia do Rio da Prata. Rios do município:
- Rio Negro: rio que batizou o município. Afluente pela margem esquerda do rio Paraguai que nasce na serra da Boa Sentença, no município de Corguinho. Faz divisa entre Corguinho e Rio Negro e entre o município de Rio Negro e Rio Verde de Mato Grosso. Atravessa  o Pantanal de Aquidauana. A bacia do alto-rio-negro é formada por nascentes localizadas nos municípios de Rio Negro. O rio flui para a planície pantaneira da qual é um dos principais provedores.
- Rio Negrinho: afluente pela margem direita do rio Negro; nasce na serra de Maracaju, no município de Rio Verde de Mato Grosso, fazendo divisa entre este município e o de Rio Negro.
- Rio do Peixe: afluente pela margem esquerda do rio Negrinho, no município de Rio Negro.

Suas nascentes se localizam na serra Negra, a 550m de altitude.
Vegetação
Se localiza na região de influência do Cerrado. É a pastagem plantada a cobertura vegetal predominante, encontrando-se também expressiva quantidade de vegetação natural representada pela Cerrado Arbóreo Denso (Cerradão) e pelo seu contato com a Floresta Estacional. Em pequena proporção aparece a lavoura.

### Geografia política
Fuso horário
Está a -1 hora com relação a Brasília e -4 com relação ao Meridiano de Greenwich (Tempo Universal Coordenado)
Área
Ocupa uma superfície de 1 807,665 km².
Subdivisões
Rio Negro (sede) e Nova Esperança
Arredores
Aquidauana, Rio Verde de Mato Grosso, São Gabriel d'Oeste e Corguinho

## Histórico
Em 1948, Joaquim de Almeida e Artur Alves Pereira, fizeram um abaixo assinado solicitando ao governo do estado, a doação de 4.000 hectares de terras, para formação de uma colônia agrícola nesta região. O pedido foi negado e por volta do ano de 1950, o deputado Nelson Evangelista de Souza, baiano, dedicado ao comércio de diamantes, eleito por esta região, apresentou projeto de lei criando a tão sonhada colônia, em terras da fazenda Santa Luzia.
No final de 1952 vieram para a região algumas famílias originárias do Japão. Dentre vários colonizadores, o que mais se destacou foi Massato Matsubara. Com a abertura de uma estrada ligando a região de Campo Grande, iniciou-se o povoamento denominado "Faca de Pau", onde Matsubara, projetou e implantou um loteamento dando origem a cidade de Rio Negro. Predominava naquela época as lavouras cafeeiras, que enchiam os olhos daqueles que ali chegavam, passando com o tempo a se plantar lavouras diversificadas, das quais acentuadamente o arroz, feijão e milho. As prospectivas de progresso eram animadora e logo a colônia de Rio Negro de Santa Luzia passava a situação de Distrito de Rio Negro, pertencente ao município de Corguinho em 1959.
Foi elevada a distrito pela Lei n° 168, de 21 de novembro de 1958 e o município criado pela Lei nº 2.141, de 18 de março de 1964, desmembrado do município de Corguinho e instalado em 9 de maio de 1965.
Em 1977 o município passa a fazer parte do atual estado de Mato Grosso do Sul.

### Topônimo
Primeiro chamada de "Faca-de-pau" a localidade recebeu o nome em homenagem ao rio do mesmo nome que corta o município e passa cerca de um quilômetro da sede.

## Turismo
A cidade possui cachoeiras que favorecem ao turismo e a prática de esportes radicais como rapel. A cachoeira do Rio do Peixe como é conhecida possui 65 metros, localizada a 17 km da cidade é uma das mais visitadas, balneário da Neide, está a 2 km da cidade, está localizado no rio Negro, compreende de cachoeiras, quedas d'água. Cachoeira da Dona Avelina, também é um dos belos pontos turísticos, com duas quedas d'água, totalizando 60 metros. Também possui um sítio arquelógico que remete aos povos primitivos da região.[carece de fontes?]

## Demografia
Sua população estimada em 2011 era de 5.006 habitantes.